# Siculensi
I Siculensi furono un'antica tribù della Sardegna descritta da Tolomeo. (III, 3) Abitarono a sud dei Celsitani e dei Corpicenses e a nord dei Neapolitani e dei Valentini, il loro territorio era ubicato nella subregione storica del Sarrabus, ricco di miniere di argento. Potrebbe trattarsi di una popolazione di Siculi forse giunti in Sardegna dal Lazio prima della loro discesa verso la Sicilia o più probabilmente direttamente da quest'ultima.